# Lena Jordan

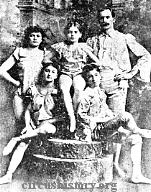
Imagen de la familia circense Flying Jordans. Lena Jordan está de pie en el medio.

Elena Jordan, más conocida como Lena Jordan (1880–siglo XX) fue una gimnasta y acróbata circense rusa (letona) que actuó durante el siglo XIX. En 1897,  fue registrada como la primera persona conocida en realizar un triple salto mortal en el trapecio volante.

## Trayectoria
Jordan empezó su carrera como gimnasta en el Imperio Ruso (hoy en día Letonia) en 1892. Trabajó originalmente para el circo familiar, Flying Jordans. 
Se alegó que realizó un triple salto mortal hacia atrás durante una rutina de trapecio volante con su compañía en el Koster & Bial’s Theatre de Nueva York en 1896. Aunque originalmente esta fecha no se reconoció de manera oficial, fue la que registró el Libro Guinness de los récords.
En mayo de 1897, Jordan, de 16 años, se convirtió en la primera persona registrada en realizar un triple salto mortal en el trapecio volante durante una rutina en Sídney.
Más adelante, se unió a Barnum & Bailey Circus, donde llegó a realizar el triple salto mortal 28 veces. Durante mucho tiempo, la ejecución del primer triple salto mortal registrado se atribuyó erróneamente a Ernest Clarke. Sin embargo, este ejecutó por primera vez un triple salto mortal en 1909, 12 años después del realizado por Jordan. En 1975, el Libro Guinness de los récords mundiales reconoció a Jordan como poseedora de este récord.